# Völgyes (Szerbia)
Völgyes (szerbül Долине / Doline) falu Szerbiában, a Vajdaság Észak-bánsági körzetében, Magyarkanizsa községben.

## Népesség

### Demográfiai változások
| 1948 | 1953 | 1961 | 1971 | 1981 | 1991 | 2002 |
| ---- | ---- | ---- | ---- | ---- | ---- | ---- |
| 1100 | 1105 | 1060 | 806  | 672  | 367  | 516  |